# Rakfisk

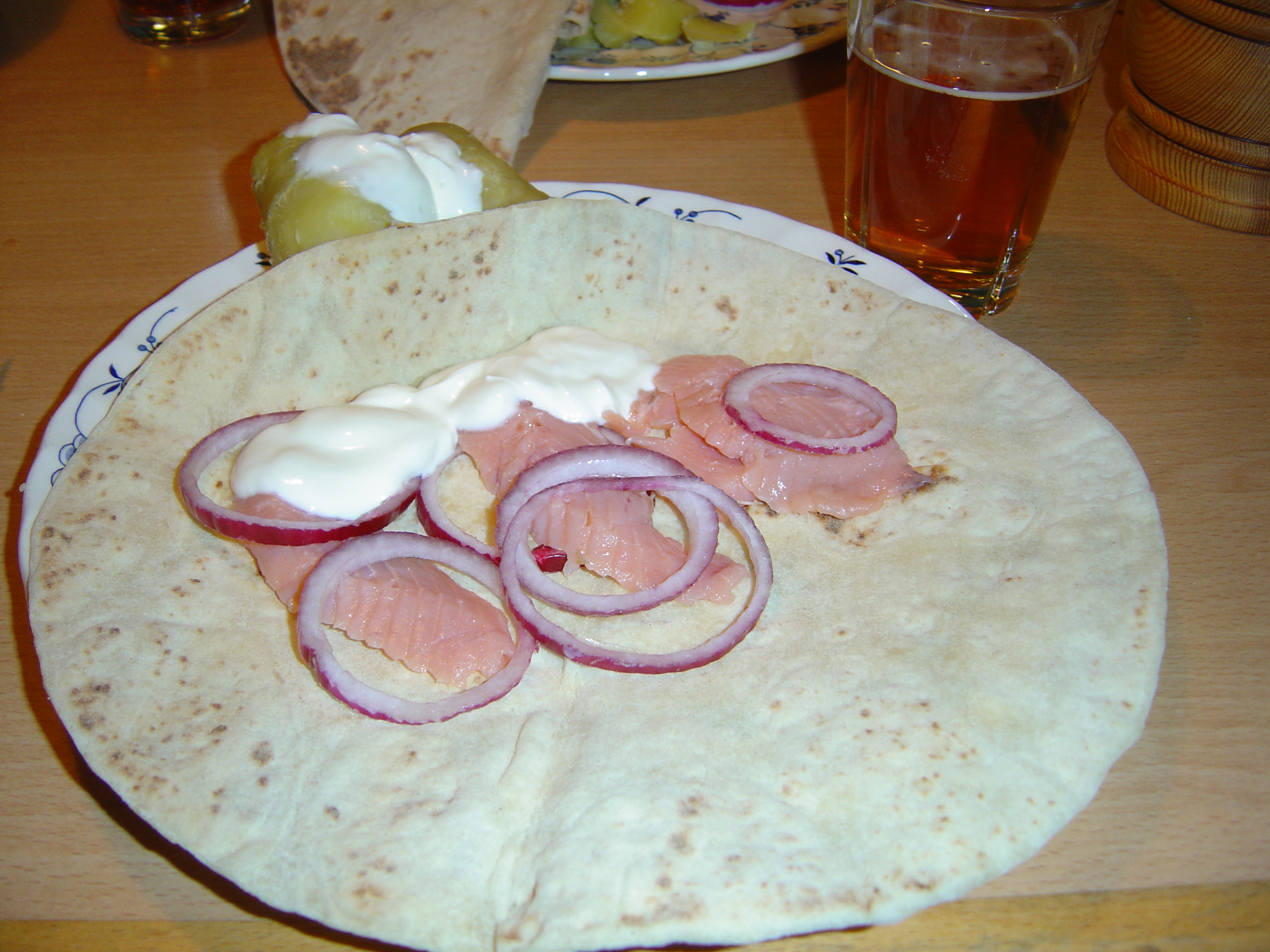
Rakfisk avec oignon rouge cru, crème aigre, pommes de terre et lefse.

Rakfisk (prononcé /rakfisk/) est un plat traditionnel de l'est de la Norvège composé de truite (ou parfois omble), salé et fermenté de deux à trois mois et mangé cru.

## Nom
Rak dérive du mot vieux norrois rakr, signifiant « mouillé ». Rakr dérive à son tour de l'indo-européen commun req, signifiant « source » ou « goutte ». Fisk signifie « poisson » en vieux norrois et plusieurs langues scandinaves modernes.
Le mot est écrit rakfisk en nynorsk et rakefisk en bokmål.

## Description
Le rakfisk est fait de truite ou omble frais évidé, d'abord mariné dans du vinaigre une demi-heure, puis égoutté. On bourre ensuite l'intérieur du poisson de sel et d'une pincée de sucre pour accélérer un peu la fermentation.
D'habitude, on met plusieurs poissons ainsi préparés dans un seau ou autre récipient hermétique, pour ensuite fermer le récipient et faire pression dessus avec un objet lourd. La température doit rester stable à environ 4°C (ou au minimum 8 °C).
Après deux jours, il faut ouvrir le récipient pour voir si assez de saumure s'est produite pour couvrir entièrement le poisson ; si ce n'est pas le cas, il faut ajouter de la saumure (40 g de sel par litre d'eau). Le rakfisk est ensuite laissé dans le récipient pendant deux ou trois mois.
Passé cette période, on peut sortir le rakfisk pour le mettre dans de la saumure fraîche et ainsi décélérer le processus de fermentation (on peut également mettre le rakfisk dans un congélateur ; s'il y a assez de saumure, le poisson ne congèlera pas).
On mange le rakfisk cru uniquement. Il est généralement servi en tranches ou en filet avec de l'oignon rouge cru, du lefse, de la crème aigre (sour cream), et des pommes de terre dites amandes.
On peut aussi le manger avec une sauce à la moutarde à l'aneth. Même si ce n'est pas un plat de tous les jours, les Norvégiens mangent environ 500 tonnes de rakfisk par an.
Toutes les recettes mettent en garde de ne pas laisser le poisson toucher la terre parce que des bactéries peuvent fermenter dedans, rendant la consommation dangereuse (c'est particulièrement le cas de Clostridium botulinum, bactérie qui cause le botulisme).
La consommation du rakfisk est déconseillée aux femmes enceintes et les personnes à système immunitaire déficient.

## Histoire
Le rakfisk est proche du surströmming suédois et partage probablement son origine dans la culture scandinave. Toutefois, on ne sait pas quand les Scandinaves ont commencé à manger le rakfisk. Le premier usage du mot rakfisk date de 1348, mais l'origine du plat est très probablement beaucoup plus ancienne.